# Бриджит Мендлър
Бриджит Клеър Мендлър (на английски: Bridgit Claire Mendler) е американска актриса, певица и автор на песни.

## Биография
Родена е на 18 декември 1992 г. във Вашингтон, САЩ. Играе Теди Дънкан в оригиналния сериал на Дисни Късмет, Чарли! и се появява през 2009 г. в телевизионния филм „Labor Pains“ (Родилни мъки). През 2009 г. Мендлър става повтарящ се герой в оригиналния сериал на Дисни Магьосниците от Уейвърли Плейс. През декември същата година Мендлър прави своя театрален пробив във филма Алвин и Катеричоците 2 (Alvin and the Chipmunks: The Squeakuel), който излиза на 23 декември 2009 г. След позитивния прием на героинята ѝ в „Магьосниците“ Мендлър става звездата на оригиналния сериал на Дисни „Късмет Чарли“, чиято приемиера е през април 2010 г. През 2011 г. Мендлър се появява във филма „Късмет Чарли, Коледа е“.
Тя участва в оригиналния филм на дисни Лимонадената банда, в който нейната героиня Оливия представя множество песни. Участва и във филма „Бандата“ в ролята на Кристан. Два сингъла от саундтрака с участието на Мендлър влизат в класациите на „The US Billboard Hot 100“. На 31 март 2011 г. Бриджит подписва договор с компанията Холивуд рекордс за издаване на дебютния ѝ албум „Здравейте, моето име е...?“. Той дебютира под номер 30 в „The US Billboard 200“, и са продадени над 74 000 копия през ноември 2012. Албумът е издаден на 22 октомври 2012 г. На 7 август 2012 г. излиза дебютният сингъл на Мендлър, озаглавен „Готов или не“, написан от Емануел Кираку, става международен Топ 40 хит и достига номер 49 в „Billboard Hot 100“. Обявено е, че нейният втори сингъл ще е „Hurricane“. Видео премиерата е на 12 април 2013 г., а клипът е заснет в Лондон.

## Филмография
| Филм                           | Роля               | Бележки       |
| ------------------------------ | ------------------ | ------------- |
| Магьосниците от Уейвърли Плейс | Джулиет Ван Хюсънċ | Малка ключова |
| Късмет Чарли                   | Теди Дънкан        | Главна роля   |
| Лимонадената банда             | Оливия Уайт        | Главна роля   |
| Късмет Чарли! - Филмът         | Теди Дънкан        | Главна роля   |